# Birni Lallé
Birni Lallé ou Birnin Lallé est une localité et une commune rurale du Niger, département de Dakoro, région de Maradi.

## Géographie
La localité de Birni Lallé est située à 9,5 km au sud du chef-lieu départemental Dakoro.
| Dakoro    | Azagor      | Roumbou I   |
| Korahane  | Birni Lallé | Bader Goula |
| Adjékoria | Adjékoria   | Kornaka     |

## Histoire
La commune rurale de Birni Lallé instaurée en 2002, est issue du canton de Birni Lallé fondé en 1947.

## Population
Lors du recensement général de 2012, la population communale est relevée à 30 846 habitants, dont 888 habitants pour la localité chef-lieu communal.

## Localités
La commune s'étend sur 45 villages, 17 hameaux et 9 camps au centre du département de Dakoro.

## Services et infrastructures
- Centre de Santé Intégré (CSI) à Birni Lallé[5].
- Centre de formation des métiers (CFM) à Birni Lallé.